# Antillotyphlops catapontus
Antillotyphlops catapontus är en ormart som beskrevs av Thomas 1966. Antillotyphlops catapontus ingår i släktet Antillotyphlops och familjen maskormar. Inga underarter finns listade i Catalogue of Life.
Denna orm förekommer endemisk på ön Anegada som tillhör Brittiska Jungfruöarna. Arten lever i låglandet. Den vistas nära stranden där växter av släktet Coccoloba dominerar. Antillotyphlops catapontus gräver i lövskiktet och i det översta jordlagret. Honor lägger ägg.
Beståndet hotas av införda fiender som tamkatt och svartråtta. En stigande havsnivå kan påverka populationen negativ. IUCN listar arten med kunskapsbrist (DD).